# Rakkok
Rakkok är en sjö i Gällivare kommun i Lappland och ingår i Luleälvens huvudavrinningsområde.